# Campagna indiana di Alessandro Magno

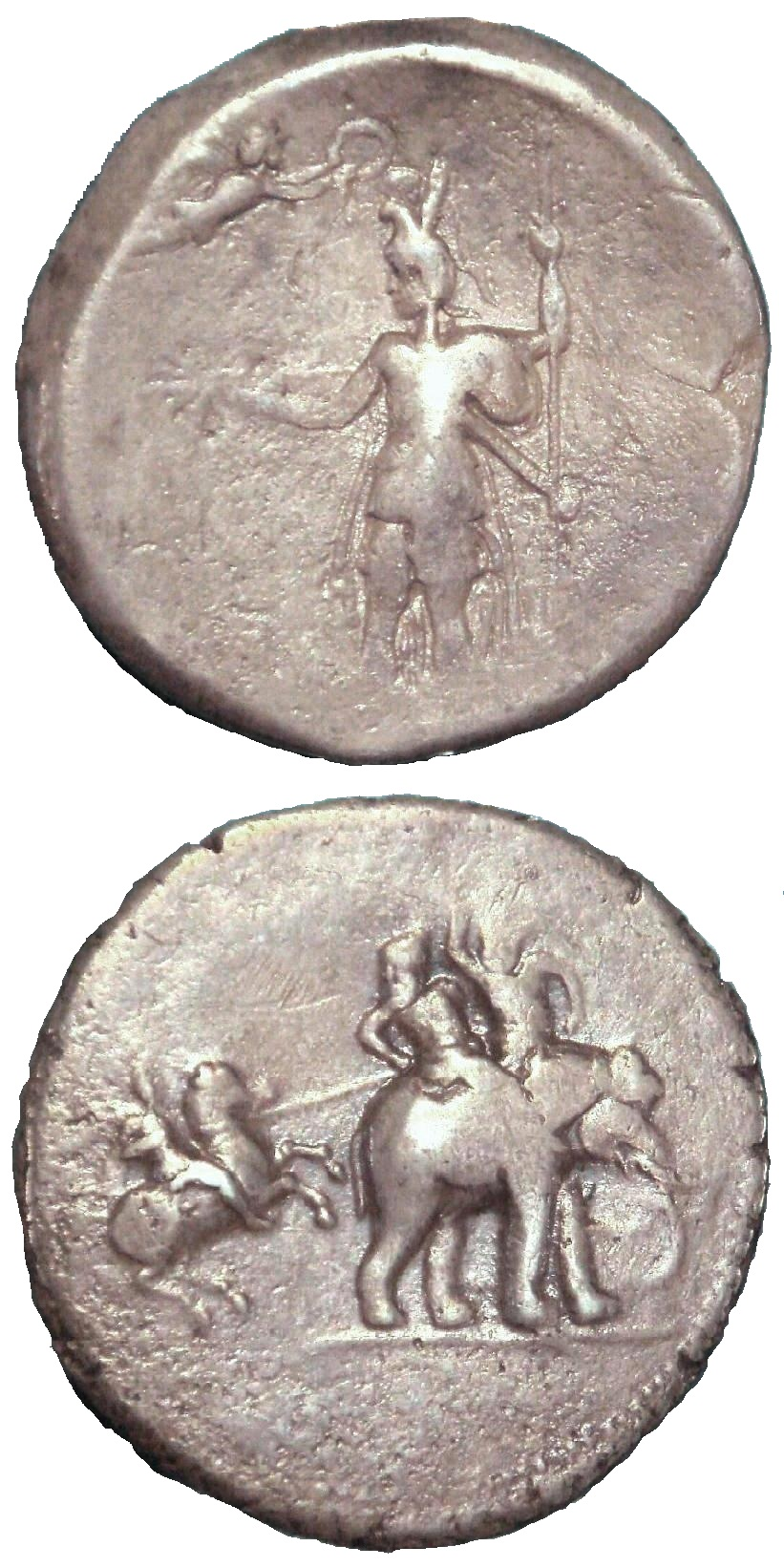
"Moneta della vittoria" di Alessandro Magno battuta a Babilonia nel 322 a.C. per celebrare la vittoria in India: sul recto, Alessandro coronato dalla Nike; sul verso Alessandro a cavallo di Bucefalo carica Poro a cavallo di un elefante - British Museum.

La campagna indiana di Alessandro Magno, cominciata effettivamente nel 326 a.C. e conclusa l'anno successivo, fu l'ultima grande campagna militare del sovrano macedone, ormai "re dei re" di Persia, motivata da quello che oggi gli storici concordano nel definire il sogno di Alessandro di farsi signore del mondo conosciuto che, secondo i Greci, aveva nell'India la sua ultima e più remota contrada.
Gran parte dell'India nord-occidentale era stata sottomessa dai persiani al tempo di Dario I che aveva fatto esplorare l'intera valle dell'Indo, ma al tempo di Alessandro la regione era suddivisa in vari regni in lotta tra loro. Dopo aver occupato l'ultima satrapia indipendente di Persia, il Regno di Gandhāra, ottenendo la sottomissione del sovrano di Taxila Tassile, Alessandro avanzò nel Punjab al comando di un nuovo esercito, con truppe in gran parte asiatiche (solo gli ufficiali e i comandanti erano tutti greci o macedoni). Affrontò un potente monarca locale noto come Poro (Purushotthama o Paurava) nella battaglia dell'Idaspe (attuale fiume Jhelum), sconfiggendolo in quella che molti storici considerano la sua vittoria più sanguinosa. Alessandro fondò a questo punto due città, Nicaea (odierna Mong o Mung) e Bucefala (oggi Jehlum), quest'ultima in onore del suo cavallo Bucefalo, morto durante la battaglia con Poro, ed iniziò (parrebbe) a pianificare l'attacco al Regno Magadha nella pianura indo-gangetica, ma l'armata si ammutinò, rifiutando di proseguire il cammino oltre il fiume Ifasi (odierno Beas). Alessandro fu così costretto a ripiegare. Seguì la valle dell'Indo fino alla sua foce, dove sorgeva la città di Pattala; da qui spedì una parte dell'esercito, al comando di Cratero, verso l'Afghanistan meridionale (attuale Sindh), mentre egli seguì la costa attraversando la regione desertica della Gedrosia (attuale Makran nel Pakistan e nell'Iran meridionale). La discesa del corso dell'Indo fu accompagnata da una dura lotta, combattuta con inaudita ferocia, contro la guerriglia che ostacolava la marcia dell'esercito macedone. Nell'assalto alla rocca di Aorno (odierna Pir Sar, in Pakistan) una freccia colpì Alessandro, trapassando la corazza della sua armatura e con essa anche la pleura e un polmone, rischiando di ucciderlo. Inviò inoltre una flotta, al comando del cretese Nearco, a esplorare le coste del Golfo Persico sino alle foci del Tigri. La descrizione dei luoghi e dei popoli incontrati (tra cui gli Ittiofagi) fatta da Nearco ci è nota grazie soprattutto all'inserimento del suo diario negli Indikà (gr. Ἰνδικὴ συγγραϕή, it. "Resoconti dell'India") di Arriano.
Alessandro morì nella capitale mesopotamica due anni dopo (323 a.C.), mentre progettava una nuova spedizione contro la Repubblica romana (a quel tempo impegnata nella seconda guerra sannitica) e Cartagine, le due potenze affermatesi nel Mediterraneo occidentale. Nel 321 a.C. Sandrocotto fondò l'Impero Maurya sottomettendo i potentati greco-indiani lasciati dal Macedone. Circa settant'anni più tardi le antiche province indiane dell'Impero macedone furono riunite nel Regno greco-battriano di Diodoto I che sopravvisse, divenendo il Regno indo-greco (180 a.C.), fino al 10 d.C..

## Antefatto
Dopo la morte del generale achemenide Spitamene, ultimo dei luogotenenti di Dario III di Persia, ed il matrimonio con Rossane, figlia del satrapo Ossiarte, Alessandro iniziò i preparativi per la conquista delle ultime propaggini orientali della Persia. Assegnò ad Aminta il comando di un'armata di 3 500 cavalieri e 10 000 fantaccini per presidiare la neo-pacificata Battria, dopodiché, reclutato un nuovo esercito con truppe in gran parte asiatiche (solo gli ufficiali e i comandanti erano tutti greci o macedoni), mosse verso la Sogdiana. Invitò i principi del Regno di Gandhāra a sottomettersi alla sua autorità ma l'unico che rispose al suo appello fu Tassile (Ambhi), re della prospera città di Taxila (attuale Attock, nel Pakistan), bisognoso dell'aiuto del Macedone, verso il quale fu prodigo di doni, contro un suo potente vicino, Poro (forse Purushotthama o Paurava), autocrate del regno di Pauravas nel Punjab ubicato oltre il fiume Idaspe. Tra i vari autocrati della regione, a quel tempo un mosaico di regni e confederazioni del quale poco conosciamo, figurava anche tale Sisicoto (Shashigupta), già vassallo di Dario a Gaugamela (prob. un capo mercenario sacio al servizio di Besso) e qualche tempo dopo vassallo di Alessandro, che potrebbe aver fornito al Macedone informazioni e supporto come Tassile. L'unico dato certo è che la base operativa ove la nuova campagna venne pianificata fu la c.d. Alessandria del Caucaso, la città che Alessandro aveva fondato a poche miglia dall'attuale Kabul prima di sedare la rivolta di Spitamene e compagni.

## La campagna

### La campagna del fiume Kabul
Assicuratosi il supporto o quanto meno la non-belligeranza di Tassile (nei confronti del quale fu inizialmente sospettoso) e degli altri potentati indiani che gli inviarono ostaggi e doni (tra cui degli elefanti), Alessandro penetrò in Gandhāra con il proposito di ricevere, in qualità di nuovo Re dei Re in visita presso i suoi più orientali vassalli, l'omaggio ed il giuramento di fedeltà degli stessi. Al fine di evitare rischi, scisse in due tronconi l'armata: uno, forte del grosso della cavalleria, affidato ad Efestione e Perdicca, scortati da Tassile, che avrebbe disceso le sponde del fiume Kabul (gr. Kophén) sino al fiume Indo e l'altro, con un ridotto numero di cavalieri (quattro reggimenti di eteri) ed un buon contingente di fanteria (sia ipaspisti sia pezeteri), al suo diretto comando, che avrebbe raggiunto l'Indo attraversando le vallate limitrofe.
I Kamboja, una confederazione di tribù di probabili origini saciche stanziate nell'attuale Jammu e Kashmir, furono però lesti a complicare l'avanzata macedone.
 
Per primi, Alessandro dovette affrontare gli Aspasiani, dei quali espugnò le città di Andaca, presso la quale lasciò un presidio comandato da Cratero, ed Euspla, la capitale nemica, durante la conquista della quale Tolomeo, pur colpito al petto, uccise di sua mano il re aspasiano. Fu poi la volta dei Gureani (Arjunayana), la seconda tribù con la quale i Macedoni entrarono in contatto, la cui capitale, Arigaeum, doveva fungere, come Andaca, da presidio per il controllo delle valli. Inizialmente ritiratisi facendo terra bruciata intorno a sé, i Gureani affrontarono Alessandro nella Battaglia di Arigaeum venendo pesantemente sconfitti. La strategia dell'avanzata lungo la valle dell'Indo rimaneva sempre la medesima: Alessandro avanzava e sconfiggeva/scacciava il nemico; Cratero lo seguiva da presso con il grosso delle forze (incluso il genio militare) organizzando un'efficiente occupazione dei territori attraversati, fondando all'occorrenza delle colonie. L'ultima tribù da domare erano gli Assacani (Aśvaka, sa. अश्वक), trinceratisi nella loro roccaforte di Massaga con un rinforzo di 7 000 mercenari giunti dall'altra sponda dell'Indo per affrontarlo. Gli indigeni, fidando di poter sbaragliare l'invasore, lo attaccarono al principio dell'Assedio di Massaga ma vennero respinti dall'abile strategia di Alessandro. I mercenari indiani ribaltarono l'esito dello scontro, costringendo i macedoni a dispiegare tutta la superiorità tecnologica del loro genio: terrapieni, torri, ecc. La contesa venne di fatto risolta quando, durante un attacco, i greci uccisero il capo dei mercenari, fiaccandone il morale. Gli assedianti cedettero ad Alessandro la città ma al rifiuto di seguirlo come rinforzi contro i loro conterranei, vennero fatti massacrare dal Macedone. In risposta all'eccidio di Massaga, le altre città assacane, Ora, Bazira ed Aorno (odierna Swat), invece di arrendersi come sperato da Alessandro, si prepararono alla guerra. Ora venne conquistata da Alessandro stesso e Bazira cadde sotto l'attacco di Ceno, la cui dimostrazione di forza aveva convinto gli indigeni a fuggire verso Aorno. Temendo poi un attacco da re Abisare di Hazara, mossosi in aiuto di Ora, Alessandro dovette porre un freno alla sua calata verso Aorno onde proteggersi le spalle con l'occupazione della Valle di Peshawar. Il successivo Assedio di Aorno (aprile 326 a.C.) fu l'ultimo grande assedio di Alessandro: per espugnare la rocca, arrampicata su di uno sperone montano in aggetto su di una curva dell'Indo, i macedoni dovettero colmare un burrone con un terrapieno e procedere alla sistematica occupazione di tutte le aree di tiro disponibili nei dintorni del bersaglio. Una volta conquistata Aorno, Alessandro, dopo aver eretto un altare votivo alla Nike, vi lasciò l'alleato Sisicoto come governatore.

### L'invasione del Punjab
Dopo la conquista di Aorno e la stipula di un'alleanza stabile con Tassile, aggregatosi all'esercito macedone con un contingente di 5 000 uomini, Alessandro puntò alla Valle dell'Indo, penetrando nel Punjab. Valicato l'Indo su di un ponte di barche eretto dal corpo di spedizione di Efestione e Perdicca, con i quali si ricongiunse riunendo così le sue forze, Alessandro raggiunse le sponde del Idaspe dove trovò ad attenderlo Poro che aveva nel frattempo raccolto tutte le sue forze per lo scontro con l'invasore del quale doveva ormai aver inteso di essere l'obiettivo. I due eserciti si scontrarono nella Battaglia dell'Idaspe (maggio 326 a.C.), l'ultima grande battaglia di Alessandro e probabilmente la più sanguinosa.
Alessandro rimase presso Poro per un mese circa, mediando una pace tra lo sconfitto e l'alleato Tassile che ne facesse due vassalli fedeli: pare che il Macedone riuscì a porre fine alle loro dispute di vecchia data e ad arrangiare un'alleanza matrimoniale tra i due. Avanzò poi verso nord-est, nelle terre dei Glaucanoci (una confederazione di trentasette città) dei quali ricevette la sottomissione. Anche il satrapo Abisares del Kashmir si sottomise ad Alessandro, inviandogli svariati doni tra cui quaranta elefanti. Il Macedone pianificò allora di marciare verso est, raggiungendo le rive del Gange, per affrontare gli imperi dei Nanda: il Regno Magadha ed il regno dei Gangaridai del Bengala.

Il testo di Arriano supporta a questo punto fortemente l'idea che Alessandro si sentisse prossimo a raggiungere i confini orientali del mondo conosciuto. Così infatti parlò:

### L'ammutinamento dell'esercito macedone
Temendo lo scontro con nuovi potenti eserciti indiani muniti di frotte d'elefanti e stanchi degli anni di guerra, i soldati di Alessandro si rifiutarono di assecondare oltre i suoi sogni di dominio universale e si ammutinarono sulle rive del fiume Beas. Alessandro prova a motivarli a continuare, ma invano. Arriano ci riporta il suo discorso:
Per un uomo valoroso io credo che non ci sia altro termine alle fatiche se non le fatiche stesse che lo guidano a imprese gloriose. Ma se qualcuno desidera ascoltare quale sarà il termine di questa stessa guerra, sappia che non è lungo il cammino che ci resta ancora da percorrere fino al fiume Gange e al Mare Orientale; e a questo apparirà unito – ve lo assicuro – il Mare Ircano, dato che il Grande Mare circonda tutta la terra. E io proverò ai Macedoni e agli alleati che il Golfo Indiano comunica con quello Persico, e il Mare Ircano con l'Indiano. Dal Mare Persico la nostra flotta navigherà intorno alla Libia fino alle Colonne di Eracle; e dalle Colonne la Libia situata al di qua di esse sarà nostra, e così tutta l'Asia; e i confini del nostro impero saranno gli stessi che il dio pose alla terra. Se ora torniamo indietro, restano ancora molte genti bellicose al di là dell'Ifasi fino al Mare Orientale, e molte anche a partire da queste verso il Mare Ircano, in direzione del vento Borea e, non lontano da queste, le tribù scitiche, per cui c'è da temere, tornando indietro, che anche i popoli non ancora completamente assoggettati siano spinti alla rivolta da quelli che non abbiamo conquistato. Per noi, allora, saranno state inutili le molte fatiche, oppure altri travagli e altri pericoli dovremo affrontare di nuovo. Resistete, Macedoni e alleati: solo che sopporta fatiche e accetta pericoli compie imprese gloriose; ed è dolce vivere valorosamente e morire lasciando una gloria immortale. O non sapete che non fu certo restando a Tirinto, né ad Argo, e neppure nel Peloponneso e a Tebe che il nostro progenitore conseguì una fama così grande che da uomo divenne – o fu creduto che divenisse – dio? Anche di Dioniso, un dio più delicato di Eracle, non poche furono le fatiche. Eppure noi siamo giunti al di là di Nisa, e la rocca di Aorno, inespugnabile per Eracle, è in nostro possesso. Aggiungete dunque ciò che resta dell'Asia a quello che già ne possedete: poco a molto. Anche noi, cosa di grande e di bello avremmo potuto compiere, se avessimo ritenuto sufficiente restare tranquilli in Macedonia a difendere la nostra terra senza fatiche, e a ricacciare soltanto i Traci confinanti, o gli Illirii e i Triballi e quanti tra i Greci non erano a noi favorevoli?
Se, poi, mentre voi soffrite fatiche e correte pericoli, io – vostro capo – vi avessi guidato senza partecipare ai rischi e ai travagli, allora avreste ragione di essere abbattuti nell'animo: voi soli partecipi delle fatiche, mentre i premi che da queste derivano li procurate ad altri. Ma per noi le fatiche sono comuni a tutti, partecipiamo in modo uguale dei pericoli e le ricompense sono a tutti accessibili. La terra è vostra e voi ne siete i satrapi; la maggior parte delle ricchezze già ora finisce a voi e, quando avremo completato la conquista dell'Asia, allora, per Zeus, non solo saziandovi, ma superando persino i vostri desideri rimanderò in patria quelli che vogliono tornare o li condurrò io stesso; e quelli che vorranno rimanere li renderò invidiabili a chi parte.»
(Arriano, Anabasi di Alessandro. Libro V; da Capitoli 25 verso 3. fino a Capitolo 26, verso 8.)

### La campagna contro i Malli
Informato dell'alleanza sancita ai suoi danni (novembre 326 a.C.), Alessandro mosse incontro al nemico per evitare che le forze dei due schieramenti si congiungessero. Con una massiccia operazione anfibia, passando dal fiume Idaspe al fiume Acesines (attuale Chenab) con una flotta appena costruita, raggiunse in cinque giorni il territorio nemico e si gettò sulla prima popolazione ostile alla sua portata: la tribù dei Sibea. Volendo farne un esempio, Alessandro distrusse la capitale degli indigeni, massacrò la popolazione maschile e schiavizzò le donne ed i bambini. Dopodiché avviò una complessa operazione a linee interne per assicurarsi che i Malli venissero annientati: ordinò a Nearco di risalire con la flotta l'Acesines per stabilire una base avanzata, affidò un contingente a Cratero con l'ordine di marciare lungo la riva destra del fiume e prese il comando della forza che avrebbe marciato lungo la riva sinistra.

## Lascito

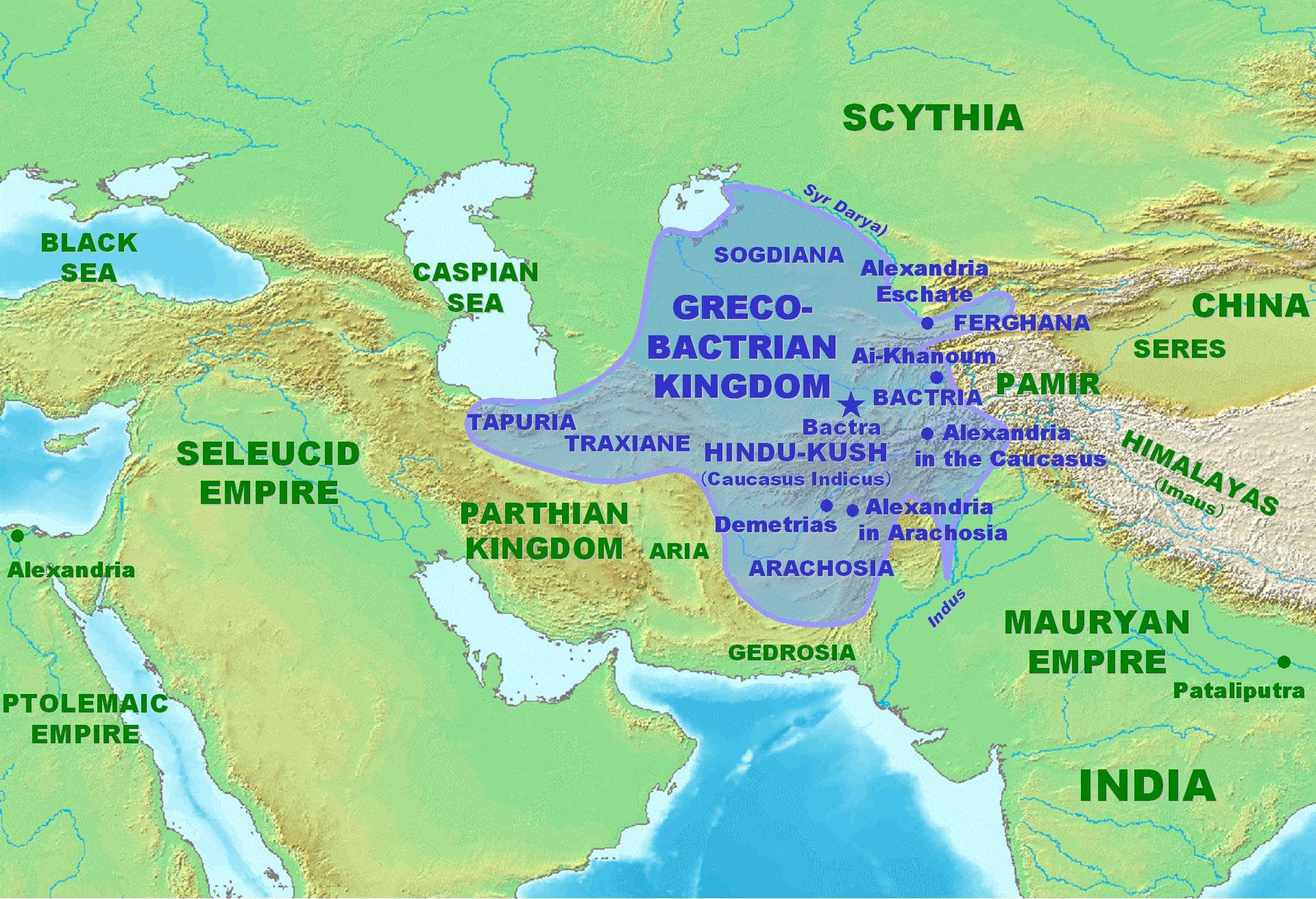
Il Regno greco-battriano.

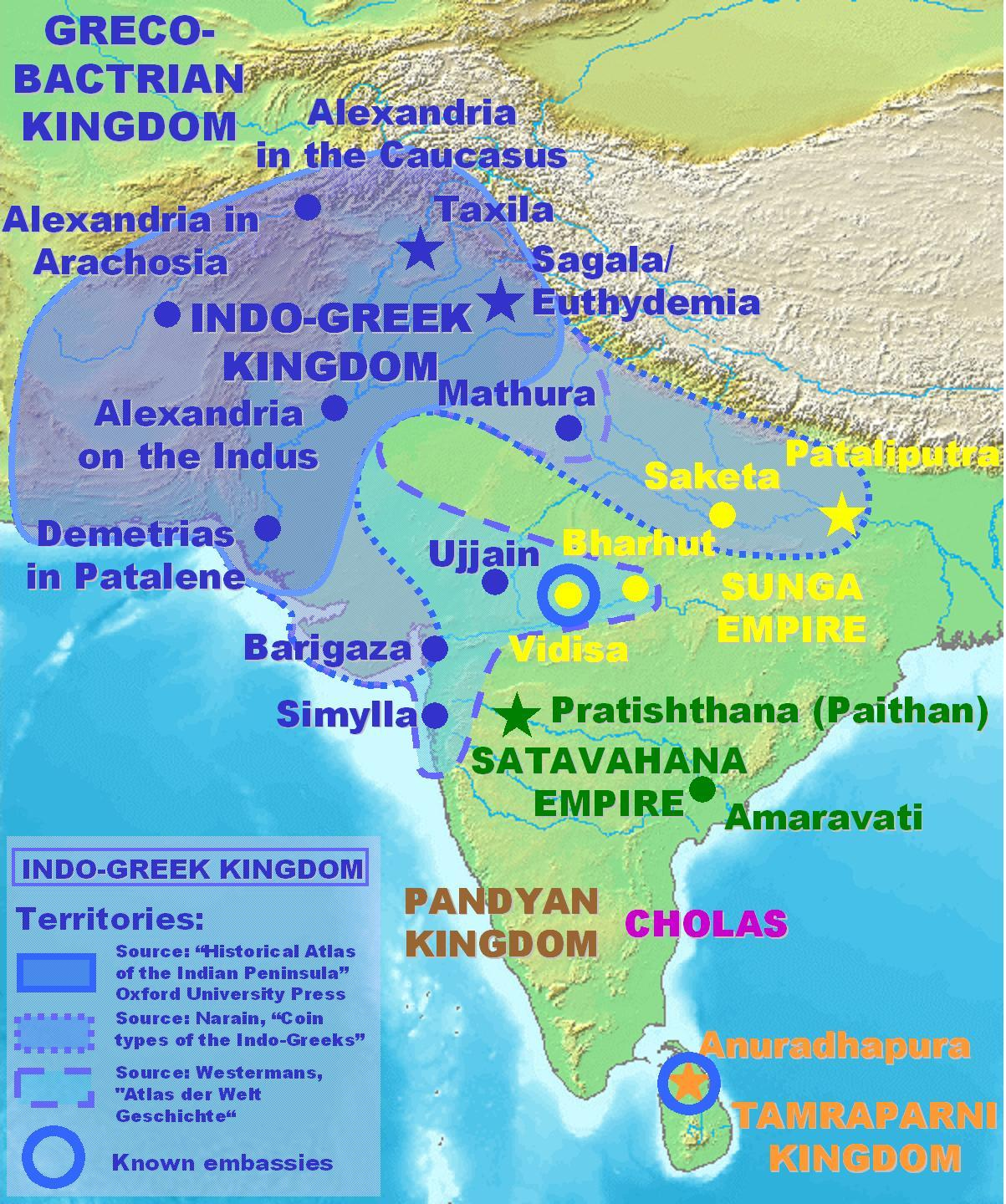
Il Regno indo-greco.

Nel 180 a.C., Demetrio I di Battria invase l'India e creò un'entità statale che si separò poi dal Regno greco-battriano divenendo il Regno indo-greco. Il regno ebbe numerose capitali, anche contemporanee l'un l'altra, in considerazione del fatto che sotto il nome di Regno indo-greco si riuniscono diverse linee dinastiche; una delle prime capitali fu Taxila, mentre altre dinastie ebbero la propria sede a Pushkalavati e Sagala (la più vasta capitale) e, secondo quanto scritto da Claudio Tolomeo nella sua Geografia e quanto deducibile dai nomi degli ultimi sovrani, la città di Theophila nel sud fu ad un certo punto una sede regale o quantomeno satrapale.

Durante i due secoli di governo indo-greco, i sovrani combinarono le lingue e i simboli greci e indiani, come visibile sulla loro monetazione, operando una commistione di pratiche religiose greche, induiste e buddiste, come diviene chiaro esaminando i resti delle loro città. La cultura indo-greca raggiunse un elevato grado di sincretismo, il cui influsso è sentito ancor oggi, specialmente attraverso la diffusione dell'arte greco-buddhista.

Gli indo-greci terminarono di essere un'entità politica indipendente intorno all'anno 10, a seguito delle invasioni degli indo-sciti, sebbene sia plausibile ritenere che enclavi di popolazioni greche rimasero per secoli sotto le dominazioni indo-sasanidi e dell'Impero Kushan.